# Dragonfly Cars (Hampshire)
Dragonfly Cars war ein britischer Hersteller von Automobilen.

## Unternehmensgeschichte
Dan Pratt und Steve Watson gründeten 1981 das Unternehmen in Hook in der Grafschaft Hampshire. Sie begannen mit der Produktion von Automobilen und Kits. Der Markenname lautete Dragonfly. Mervyn Rees, der einige Zeit als Direktor für das Unternehmen tätig war, übernahm es 1984 und verlegte den Sitz nach Ash Vale im Hampshire. 1986 endete die Produktion. Insgesamt entstanden etwa 15 Exemplare.
Es gab keine Verbindung zu Dragonfly Cars aus Nottinghamshire, die zwischen 1994 und 1995 mit gleicher Firma und gleichem Markennamen dreirädrige Fahrzeuge herstellten und verkauften.

## Fahrzeuge
Im Angebot stand nur ein Modell. Die Basis bildete das Fahrgestell vom Austin-Healey Sprite bzw. MG Midget, das allerdings im vorderen Bereich verlängert wurde. Die Karosserie im Stile eines Roadster der 1930er Jahre bestand aus Fiberglas. Ein Vierzylindermotor mit 1098 cm³ Hubraum und 56 PS Leistung trieb das Fahrzeug an.
Laut einer Quelle dauerte der Zusammenbau die dreifache Zeit im Vergleich zu einem ähnlichen Modell von Arkley Sportscars. Der hohe Preis und der zeitaufwändige Zusammenbau sorgten für eine geringe Nachfrage.